# قرار مجلس الأمن التابع للأمم المتحدة رقم 641
قرار مجلس الأمن الدولي رقم 641 لعام 1989 بتاريخ 30 أغسطس يشجب استمرار إسرائيل في إبعاد المدنيين الفلسطينيين (إبعاد خمسة مدنيين فلسطينيين في 27 أغسطس 1989) ويطلب من إسرائيل أن تكفل العودة الآنية والفورية لمن تم إبعادهم.